# 1615
Năm 1615 (số La Mã: MDCXV) là một năm thường bắt đầu vào thứ năm trong lịch Gregory (hoặc một năm thường bắt đầu vào Chủ Nhật của lịch Julius chậm hơn 10 ngày).

## Sự kiện
- Hoàng đế Nỗ Nhĩ Cáp Xích thành lập Bát Kỳ